# Parlez-moi de la pluie
Parlez-moi de la pluie (Brasil: Enquanto o Sol não Vem ) é um filme de comédia dramática produzido na França e lançado em 2008.